# 1934-es magyar úszóbajnokság
Az 1934-es magyar úszóbajnokság versenyszámait júliusban rendezték meg Budapesten, a Császár uszodában.

## Eredmények

### Férfiak
| Versenyszám                                                             | Arany                                                                             | Arany   | Ezüst                                                    | Ezüst   | Bronz                                             | Bronz   |
| ----------------------------------------------------------------------- | --------------------------------------------------------------------------------- | ------- | -------------------------------------------------------- | ------- | ------------------------------------------------- | ------- |
| 100 m gyorsúszás Döntő: július 15.                                      | Csik Ferenc BEAC                                                                  | 1:00,4  | Wanié András Szegedi UE                                  | 1:03,2  | Abay Nemes Oszkár Pécsi AC                        | 1:03,8  |
| 200 m gyorsúszás Döntő: július 14.                                      | Csik Ferenc BEAC                                                                  | 2:22,8  | Lengyel Árpád BEAC                                       | 2:24,0  | Szabados László Újpesti TE                        | 2:26,8  |
| 400 m gyorsúszás Döntő: július 29.                                      | Lengyel Árpád BEAC                                                                | 5:09,8  | Szabados László Újpesti TE                               | 5:21,6  | Gróf Ödön Pécsi AC                                | 5:24,0  |
| 800 m gyorsúszás Döntő: július 1.                                       | Lengyel Árpád BEAC                                                                | 11:08,6 | Gyóji Miklós Újpesti TE                                  | 11:24,2 | Angyal István Tatabánya SC                        | 11:40,0 |
| 1500 m gyorsúszás Döntő: július 14.                                     | Lengyel Árpád BEAC                                                                | 21:41,0 | Angyal István Tatabánya SC                               | 21:56,2 | Gyóji Miklós Újpesti TE                           | 21:57,2 |
| 100 m hátúszás Döntő: július 15.                                        | Nagy Károly Újpesti TE                                                            | 1:14,8  | Kisfaludy E. Jászapáti Összetartás                       | 1:17,0  | Hazai Kálmán MTK                                  | 1:18,0  |
| 200 m hátúszás Döntő: július 14.                                        | Nagy Károly Újpesti TE                                                            | 2:51,2  | Hazai Kálmán MTK                                         | 2:55,6  | Perler Kálmán Pécsi AC                            | 2:57,4  |
| 100 m mellúszás Döntő: július 14.                                       | Hild László Újpesti TE                                                            | 1:19,8  | Mezei Ferenc MTK                                         | 1:22,2  | Lengváry György Pécsi AC                          | 1:25,2  |
| 200 m mellúszás Döntő: július 15.                                       | Hild László Újpesti TE                                                            | 3:00,4  | Mezei Ferenc MTK                                         | 3:00,6  | Borsos Endre MOVE Eger SE                         | 3:05,8  |
| Folyambajnokság Döntő: július 19.                                       | Halassy Olivér Újpesti TE                                                         | 56:35,0 | Bozsi Mihály Újpesti TE                                  | 56:55,0 | Hazai Kálmán MTK                                  | 50:57,2 |
| Folyambajnokság csapat Döntő: július 19.                                | Újpesti TE Halassy Olivér Bozsi Mihály Gyóji Miklós Jakab János Nagyiványi László | 25 pont | MTK Hazai Kálmán Páhok István Homonnai Laki Zólyomi      | 66 pont | Budapest SE Vojtek Török Lakó II. Kolmann Lakó I. | 81 pont |
| 4 × 200 m gyorsváltó Döntő: július 15.                                  | BEAC Jung Zábrák Lengyel Árpád Csik Ferenc                                        | 9:54,2  | Újpesti TE Boros Nagyiványi László Jakab Szabados László | 10:06,4 | MTK Brandi Jenő Hazai Kálmán Zólyomi Laki         | 10:15,4 |
| 400 m vegyes váltó 100 m hát, 200 m mell, 100 m gyors Döntő: július 28. | MTK Mezei Hazai Kálmán Brandi Jenő                                                | 5:19,6  | Újpesti TE Hild László Nagy Károly Boros                 | 5:21,6  | BEAC Lengváry Lengyel Árpád Csik Ferenc           | 5:23,6  |

### Nők
| Versenyszám                              | Arany                                                             | Arany                                                             | Ezüst                                                             | Ezüst                                                             | Bronz                                                             | Bronz                                                             |
| ---------------------------------------- | ----------------------------------------------------------------- | ----------------------------------------------------------------- | ----------------------------------------------------------------- | ----------------------------------------------------------------- | ----------------------------------------------------------------- | ----------------------------------------------------------------- |
| 100 m gyorsúszás Döntő: július 14.       | Magasházy Rózsa Tatabánya SC                                      | 1:15,2                                                            | Lenkey Magda III. kerületi TVE                                    | 1:16,2                                                            | Tóth Ilona Magyar UE                                              | 1:16,4                                                            |
| 200 m gyorsúszás Döntő:                  | Tóth Ilona Magyar UE                                              | 2:52,2                                                            | Magasházy Rózsa Tatabánya SC                                      | 2:55,4                                                            | Lenkefi Matild BSE                                                | 3:05,0                                                            |
| 400 m gyorsúszás Döntő: július 15.       | Tóth Ilona Magyar UE                                              | 6:27,0                                                            | Csányi Borbála Ferencvárosi TC                                    | 6:45,4                                                            | Lenkefi Matild Budapest SE                                        | 6:45,6                                                            |
| 100 m hátúszás Döntő: július 15.         | Plotzár Ottilia Pannónia UE Sopron                                | 1:30,6                                                            | Mallász Margit Ferencvárosi TC                                    | 1:31,8                                                            | Tóth Magda Magyar UE                                              | 1:38,0                                                            |
| 200 m mellúszás Döntő: július 15.        | Szász Magda Újpesti TE                                            | 3:25,8                                                            | Szép Klára III. kerületi TVE                                      | 3:27,0                                                            |                                                                   |                                                                   |
| Folyambajnokság Döntő: július 19.        | Csányi Borbála Ferencvárosi TC                                    | 1:06:54                                                           | Fekete Margit Újpesti TE                                          | 1:08:03                                                           | Lenkefi Matild Budapest SE                                        | 1:08:15                                                           |
| Folyambajnokság csapat Döntő: július 19. | Budapest SE Lenkefi Matild Tóth Ilona Csukai                      | 17 pont                                                           | Ferencvárosi TC Csányi Borbála Bábel Strausz                      | 22 pont                                                           | Nemzeti SC Fekete Margit Szili -                                  | 23 pont                                                           |
| 4 × 100 m gyors Döntő: július 14.        | A győztes a szintidőt nem teljesítette, így nem avattak bajnokot! | A győztes a szintidőt nem teljesítette, így nem avattak bajnokot! | A győztes a szintidőt nem teljesítette, így nem avattak bajnokot! | A győztes a szintidőt nem teljesítette, így nem avattak bajnokot! | A győztes a szintidőt nem teljesítette, így nem avattak bajnokot! | A győztes a szintidőt nem teljesítette, így nem avattak bajnokot! |